# Анж-Йоан Бонні
Анж-Йоан Бонні (фр. Ange-Yoan Bonny; нар. 25 жовтня 2003, Обервільє) — французький футболіст, нападник клубу «Парма».

## Клубна кар'єра
Народився в Обервільє. Виступав за молодіжні команди французьких клубів «Ля-Рошель Вільньов», «Періньї», «Шамбрай», «Тур» та «Шатору». 31 жовтня 2020 року дебютував в основному складі «Шатору» в матчі французької Ліги 2 проти «Нансі» (1:1), вийшовши на заміну на 73 хвилині замість Лео Леруа.
31 серпня 2021 року він приєднався до італійської «Парми» і в дебютному сезоні зіграв за команду 13 ігор у Серії B.

## Кар'єра у збірній
Виступав за юнацьку збірну Франції до 19 років, з якою поїхав на юнацький чемпіонату Європи 2022 року, забивши на турнірі 3 голи і дійшовши з командою до півфіналу.